# Portuense (zone suburbaine de Rome)
Ne doit pas être confondu avec Portuense.

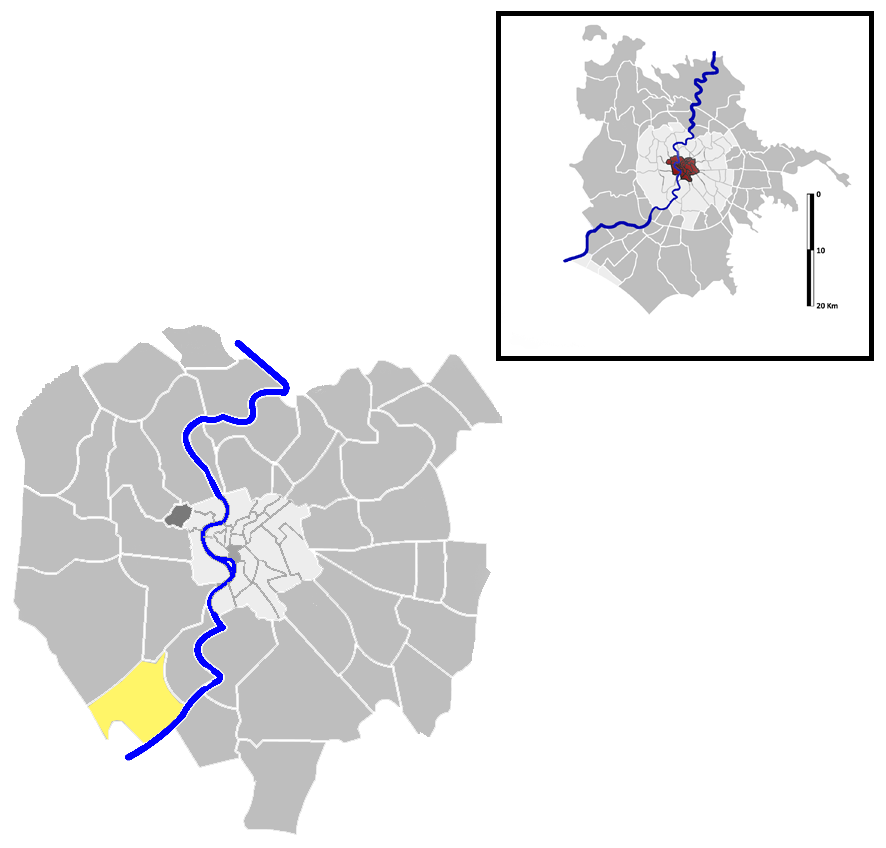
Localisation de la zone suburbaine de Portuense sur la carte administrative de Rome.

Portuense est une suburbi (zone suburbaine) située au sud-ouest de Rome en Italie prenant son nom du quartier Portuense. Elle est traditionnellement appelée Magliana. Elle est désignée dans la nomenclature administrative par S.VII et fait partie du Municipio XI. Sa population est de 34 999 habitants répartis sur une superficie de 7,43 km2.

## Lieux particuliers
- Église Santa Maria del Rosario ai Martiri Portuensi
- Église San Raffaele Arcangelo